# Diocèse d'Holguín
Le diocèse d'Holguín (en latin : Dioecesis Holguinensis ; en espagnol : Diócesis de Holguín) est un diocèse de l'Église catholique à Cuba, suffragant de l'archidiocèse de Santiago de Cuba.

## Territoire

Diocèse d'Holguín

Il est situé dans les provinces de Holguín et Las Tunas  à l'exception des municipalités de Colombia et Amancio qui sont gérées par l'archidiocèse de Camagüey. Il possède une superficie de 14 089 km2 divisé en 32 paroisses. L'évêché est dans la ville de Holguín où se trouve la cathédrale saint Isidore.

## Histoire
Le diocèse est érigé le 8 janvier 1979 par la constitution apostolique Omnium Ecclesiarum sollicitudo du pape Jean-Paul II en prenant sur le territoire de l'archidiocèse de Santiago de Cuba.

## Évêques
- Héctor Luis Lucas Peña Gómez (1979-2005)
- Emilio Aranguren Echeverría (2005-  )